# John Simpson (Lexikograf)

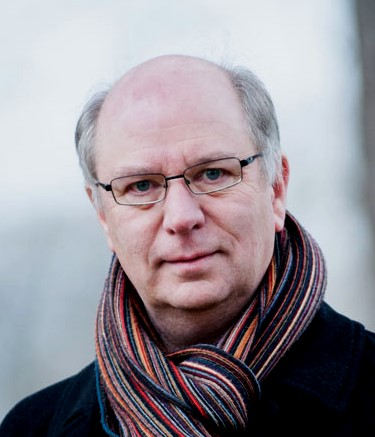
John Simpson, Chefredakteur des Oxford English Dictionary (1993–2013)

John Simpson (* 13. Oktober 1953 in Cheltenham) ist ein prominenter englischer Lexikograf und war von 1993 bis 2013 Chefredakteur des Oxford English Dictionary (OED).

## Leben
John Simpson wurde in Cheltenham geboren, wo sein Vater für den Geheimdienst arbeitete. Er besuchte die Dean Close School und studierte anschließend englische Literatur in York und Mediävistik in Reading.  Ab 1976 arbeitete er als Lexikograf für das Oxford English Dictionary. Er war Mitherausgeber der zweiten Auflage des OED von 1989 in 20 Bänden auf 21,728 Seiten. Von 1993 bis 2013 leitete er als Chefredakteur ein Team von 70 Redakteuren. Simpson war verantwortlich für die bahnbrechende Überführung der Druckausgabe in eine Online-Datenbank, die es erlaubt, das Wörterbuch kontinuierlich zu revidieren, expandieren und aktualisieren, so dass die dritte Auflage des Werkes aller Voraussicht nach nicht mehr in einer Druckausgabe erscheinen wird. Die Online-Ausgabe des Oxford English Dictionary
erzielt monatlich weit über eine Million Zugriffe.
John Simpson ist Mitglied der englischen Fakultät der Universität Oxford und emeritierter Professor am Kellogg College, Oxford.  Er war als Berater für das Opera del Vocabolario Italiano  und das Australian National Dictionary tätig. Weiterhin ist er Gründungsmitglied der European Federation of National Institutions for Language, deren Exekutivkomitee er angehört. Simpson erhielt Ehrendoktorate der Australian National University und der University of Leicester. Für seine Verdienste um die Literatur wurde ihm 2014 der Order of the British Empire verliehen.
2011 gründete er mit dem Joyce-Forscher und Übersetzer Harald Beck die elektronische Fachzeitschrift James Joyce Online Notes, ein Forum für die Dokumentation von Personen, Realien und Sprache im Werk des Schriftstellers.

## Werke
- Concise Oxford Dictionary of Proverbs (1982)
- Oxford English Dictionary (Co-Editor with Edmund Weiner), (Second Edition), Clarendon Press, Oxford (1989)
- "English Lexicography after Johnson to 1945", in F. J. Hausmann et al. (eds.), Wörterbücher: Ein Internationales Handbuch zur Lexikographie, Band 2, 1953–1966; Walter de Gruyter, Berlin (1990)
- Oxford Dictionary of Modern Slang (mit John Ayto)  (1992).
- "The OED and collaborative research into the history of English", in Anglia, 122, 2, 185–208 (2002)
- "Reliable authority: tabloids, film, email, and speech as sources for dictionaries" in Jean Aitchison and Diana M. Lewis (eds.) New Media Language, 187-92. (2003)
- The Word Detective. A Life in Words: From Serendipity to Selfie, London 2016

Vorworte zu:
- Robert Cawdrey's Table Alphabeticall, Oxford (2007)
- B.E.'s Dictionary of the Canting Crew, Oxford (2011)
- Francis Grose's Popular Superstitions, Oxford (2011)
- James Redding Ware's Victorian Dictionary of Slang and Phrase, Oxford (2013)